# Distoleon luteomaculatus
Distoleon luteomaculatus is een insect uit de familie van de mierenleeuwen (Myrmeleontidae), die tot de orde netvleugeligen (Neuroptera) behoort. 
Distoleon luteomaculatus is voor het eerst wetenschappelijk beschreven door Hölzel in 1972.